# Dremomys pernyi
Dremomys pernyi es una especie de roedor de la familia Sciuridae.

## Distribución geográfica
Se encuentran en China, India, Birmania, Taiwán y  Vietnam.